# Catedral de Sulmona
La catedral de San Pánfilo o simplemente Catedral de Sulmona (en italiano: Basilica Cattedrale di San Panfilo) es una catedral católica en Sulmona, Abruzzo, Italia, dedicada a San Pánfilo. Es la sede episcopal de la diócesis de Sulmona-Valva.

## Historia
La construcción original es en estilo románico y comenzó en 1075, aunque el lugar es más antiguo (se cree que allí se alzaba un templo romano) y lo que ahora se ve es el resultado de muchas capas de arquitectura más recientes aplicadas a lo largo de los siglos.La dedicación original era a la Virgen María, pero en el siglo XII se produjeron muchos cambios, entre ellos un cambio de dedicación a San Pánfilo, el santo patrón de Sulmona.
La iglesia sufrió graves daños por primera vez en el terremoto de 1456. Golpeada y gravemente dañada tras el terremoto de 1706, fue reconstruida con formas barrocas, en parte todavía visibles hoy, a pesar de las recientes restauraciones.
El 25 de septiembre de 1818, el papa Pío VII concedió a la catedral de San Pánfilo de Sulmona el título honorífico de basílica menor.

## Arquitectura
La fachada está dotada de un marco de estilo gótico en la parte inferior, continuación, por el lado derecho, de la portada ojival, esta última flanqueada por columnas que sostienen los edículos en los que se albergan las estatuas de San Pánfilo y San Pelino, obras de Nicola Salvitti, 1391. El fresco de finales del siglo XIV de la luneta es de Leonardo da Teramo.
La iglesia tiene planta basilical, que se conserva sin cambios, y las tres naves están salpicadas de columnas románicas. Al presbiterio se accede por un coro de madera de 1751, obra de Ferdinando Mosca y un altar mayor de mármol policromado del siglo XVIII. En las naves laterales destacan los altares de mármol, la pila bautismal de escuela napolitana (1757) y un crucifijo del siglo XIV; en la capilla a la derecha del presbiterio, hay una bella escultura en madera con el Éxtasis de Santa Teresa de Giacomo Colombo de 1707.
La cripta, la parte más antigua de la iglesia, formada por tres ábsides semicirculares con columnas laterales que datan del siglo X. Al pie de la escalera central se encuentra la Capilla del Santo, construida en 1662 para agradecer al santo el milagro contra la peste de 1656 y también hay una hornacina con el busto relicario de San Pánfilo, en cobre dorado, plata y esmalte, obra de 1458 de Giovanni di Marino di Cicco de Sulmona. Otra obra valiosa es la Virgen con el Niño, un bajorrelieve en piedra policromada del siglo XII, conocido como "Madonna delle Fronaci".

## Galería

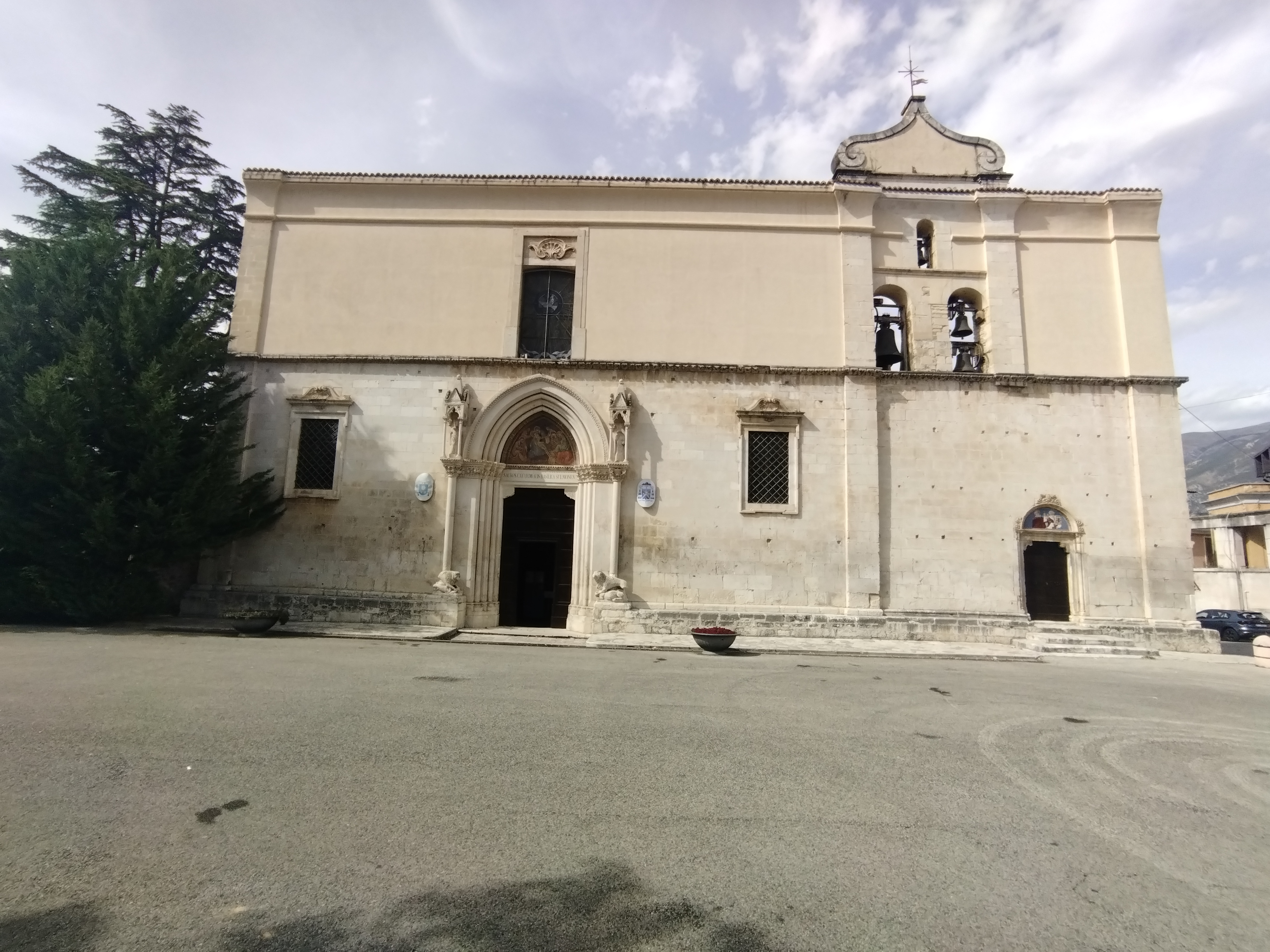
Frontal de la catedral
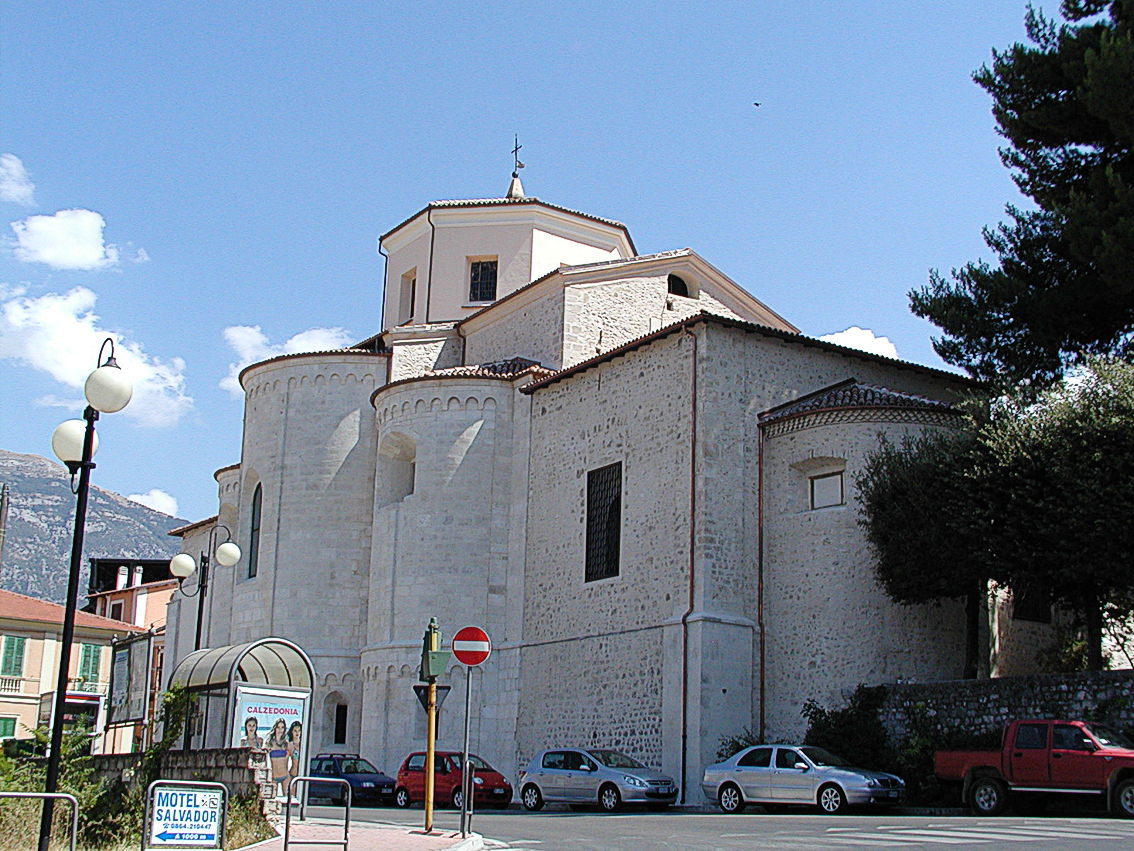
Vista trasera de la catedral
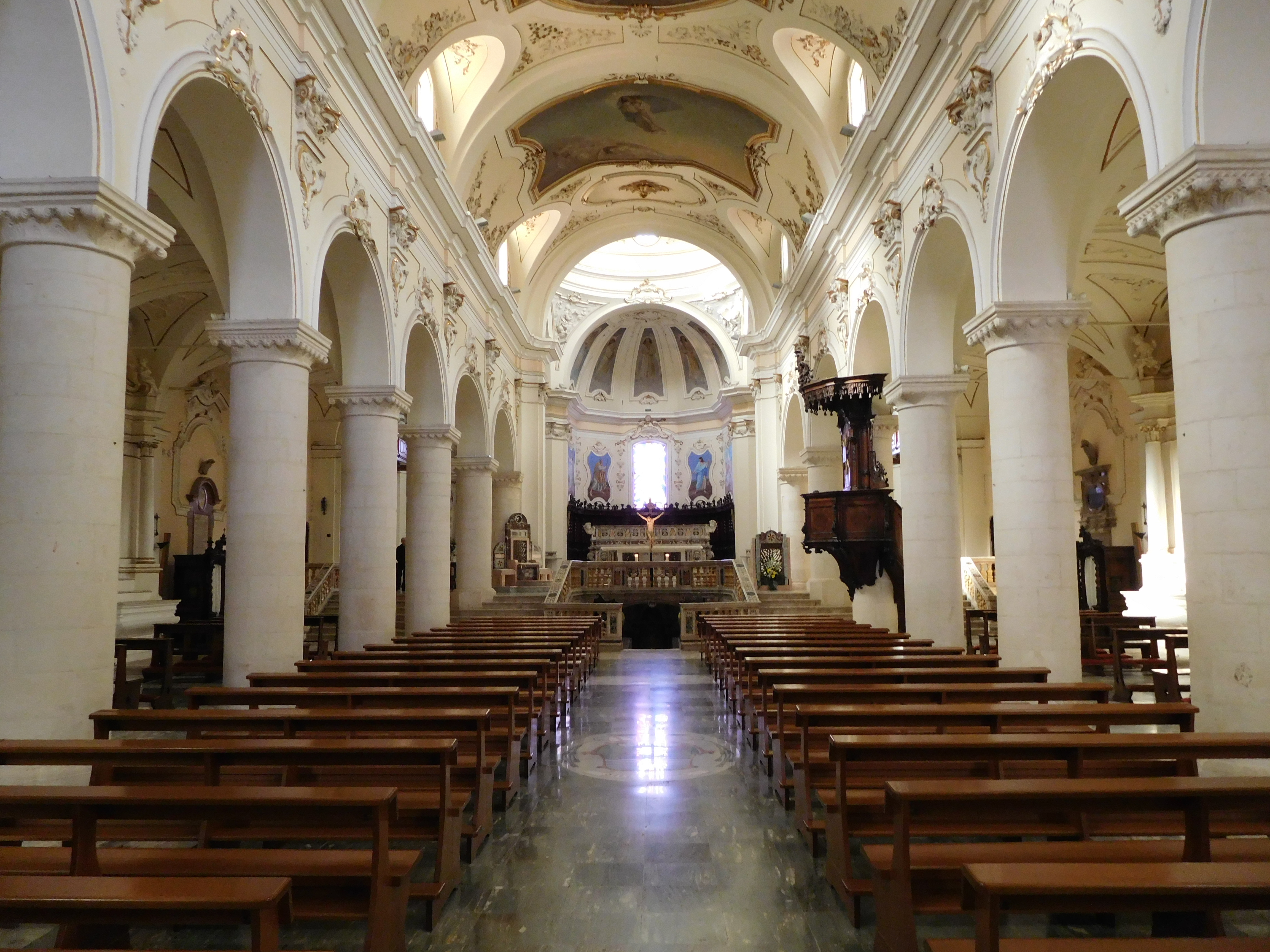
Nave principal de la catedral
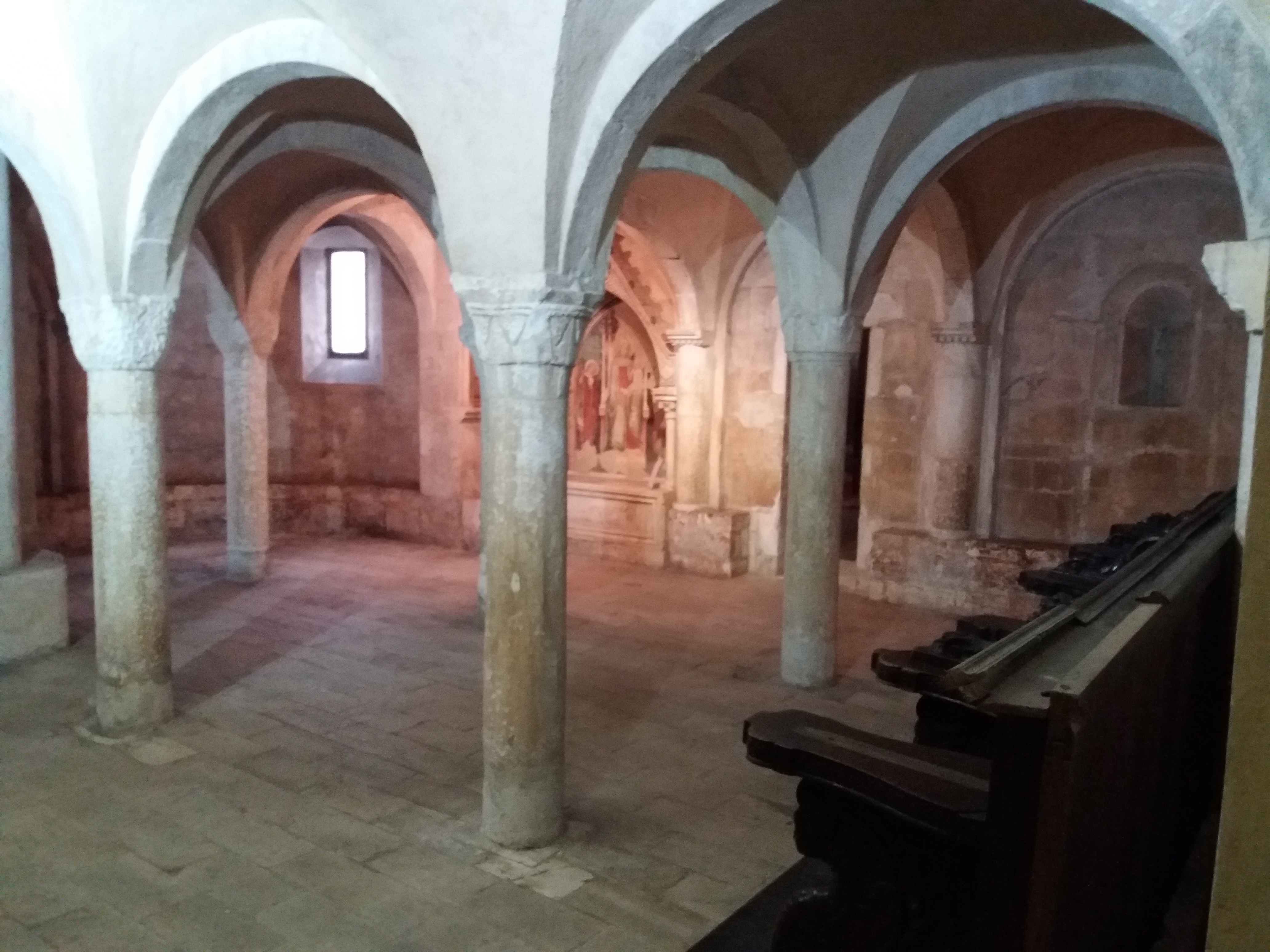
Cripta